# Kościół Chrystusa Króla w Witnicy
Kościół Chrystusa Króla w Witnicy – katolicki kościół parafialny zlokalizowany we wsi Witnica w gminie Moryń, w powiecie gryfińskim (województwo zachodniopomorskie).

## Historia i architektura
Kościół wymurowany został z granitowej kostki. Jest budowlą salową, orientowaną, wzniesioną na planie prostokąta. Nawa główna pochodzi z XIII wieku, w wieku XV dobudowano mającą obronny charakter wieżę. W 1830 roku świątynię gruntownie przebudowano, przemurowując wówczas okna i dobudowując kaplicę grobową. W 1911 roku dobudowano od strony południowej zakrystię oraz przebudowano kruchtę pod wieżą. Świątynia kryta jest dwuspadowym dachem. Późnośredniowieczny szczyt wschodni zdobiony jest ośmioma ostrołukowymi blendami w układzie piramidalnym i zwieńczony sterczynami. W ścianie zachodniej znajduje się trójuskokowy portal, drugi (zamurowany) portal ostrołukowy umieszczony jest w ścianie południowej. Wszystkie okna w ścianach bocznych noszą ślady nowożytnych przemurowań, w trakcie których dokonano ich powiększenia. W ścianie wschodniej znajdują się trzy okna, z których środkowe jest zamurowane, natomiast boczne zostały powiększone. Wieżę, zdobioną blendami i okienkami oraz zwieńczoną blankami, nakrywa ceglany hełm z krzyżem.
Po zakończeniu II wojny światowej kościół został rekonsekrowany jako świątynia katolicka w dniu 29 listopada 1952 roku.
Do kościoła przylega otoczony kamiennym murem cmentarz z renesansową bramą.

## Wyposażenie
Wnętrze świątyni nakryte jest drewnianym stropem kolebkowym, pokrytym polichromią. Nawę okala dwukondygnacyjna empora, nad prezbiterium przechodząca w zdobioną rzeźbieniami jednokondygnacyjną. Lożę kolatorską ozdabiają rzeźbione herby. Malowane herby umieszczono także na balustradzie chóru. W wyższej partii chóru znajdują się organy. W ścianie północnej znajduje się drewniane XVIII-wieczne epitafium Christopha von Sack, którego popiersie otoczone jest herbami i rzeźbionymi postaciami.
Dawny ołtarz ambonowy, obecnie ze zdemontowanym koszem, został wykonany w moryńskim warsztacie H.B. Hattenkerella w 1748 roku. Nastawa ołtarzowa zdobiona jest kolumienkami, figurkami aniołków i bogatym ornamentem roślinnym. W ołtarzu, nad przedstawieniem ostatniej wieczerzy, umieszczony jest wizerunek Chrystusa Króla.
W kościele znajduje się również zabytkowa chrzcielnica.